# Nafissatou Thiam
Nafissatou Thiam (conocida como Nafi Thiam; Bruselas, 19 de agosto de 1994) es una deportista belga que compite en atletismo, especialista en la prueba de heptatlón. Es tricampeona olímpica, bicampeona mundial y tricampeona europea de su especialidad.
Participó en tres Juegos Olímpicos de Verano, Río de Janeiro 2016, Tokio 2020 y París 2024, obteniendo en cada edición una medalla de oro en el heptatlón. Fue la abanderada de Bélgica en la ceremonia de clausura de Río de Janeiro 2016 y en la ceremonia de apertura de Tokio 2020.
Ganó tres medallas en el Campeonato Mundial de Atletismo entre los años 2017 y 2022, cuatro medallas en el Campeonato Europeo de Atletismo entre los años 2014 y bronce en 2024, y cuatro medallas en el Campeonato Europeo de Atletismo en Pista Cubierta entre los años 2015 y 2023.
En 2017 fue elegida Atleta del año por la IAAF. Se graduó en Ciencias Geográficas en la Universidad de Lieja.

## Carrera deportiva
Es hija de madre belga y padre senegalés. Pertenece a la sección de atletismo del club RFCL, ubicado de Lieja, y es entrenada por Roger Lespagnard.
En categoría juvenil ganó la medalla de oro en el Campeonato Europeo de 2013. Ese mismo año debutó en categoría absoluta en el Campeonato Mundial, terminando en la 14.ª posición.
En los Juegos Olímpicos se coronó campeona en las tres ediciones que participó. En Río de Janeiro 2016 quedó en primer lugar con 6810 puntos, por delante de la británica Jessica Ennis-Hill y la canadiense Brianne Theisen-Eaton. En Tokio 2020 su marca fue de 6791 puntos y superó a las neerlandesas Anouk Vetter y Emma Oosterwegel. En París 2024 venció con 6880 puntos a la británica Katarina Johnson-Thompson y a su compatriota Noor Vidts.
Conquistó dos veces el título del Campeonato Mundial de Atletismo, en 2017 y 2022, tres veces el título del Campeonato Europeo (2018, 2022 y 2024) y tres veces el del Campeonato Europeo en Pista Cubierta, en 2017, 2021 y 2023.
En marzo de 2023 estableció una nueva plusmarca mundial de la prueba de pentatlón (5055 puntos).

## Palmarés internacional
| Juegos Olímpicos                     | Juegos Olímpicos        | Juegos Olímpicos  | Juegos Olímpicos |
| Año                                  | Lugar                   | Medalla           | Prueba           |
| ------------------------------------ | ----------------------- | ----------------- | ---------------- |
| 2016                                 | Río de Janeiro (Brasil) | Medalla de oro    | Heptatlón        |
| 2020                                 | Tokio (Japón)           | Medalla de oro    | Heptatlón        |
| 2024                                 | París (Francia)         | Medalla de oro    | Heptatlón        |
| Campeonato Mundial                   |                         |                   |                  |
| Año                                  | Lugar                   | Medalla           | Prueba           |
| 2017                                 | Londres (Reino Unido)   | Medalla de oro    | Heptatlón        |
| 2019                                 | Doha (Catar)            | Medalla de plata  | Heptatlón        |
| 2022                                 | Eugene (Estados Unidos) | Medalla de oro    | Heptatlón        |
| Campeonato Europeo                   |                         |                   |                  |
| Año                                  | Lugar                   | Medalla           | Prueba           |
| 2014                                 | Zúrich (Suiza)          | Medalla de bronce | Heptatlón        |
| 2018                                 | Berlín (Alemania)       | Medalla de oro    | Heptatlón        |
| 2022                                 | Múnich (Alemania)       | Medalla de oro    | Heptatlón        |
| 2024                                 | Roma (Italia)           | Medalla de oro    | Heptatlón        |
| Campeonato Europeo en Pista Cubierta |                         |                   |                  |
| Año                                  | Lugar                   | Medalla           | Prueba           |
| 2015                                 | Praga (República Checa) | Medalla de plata  | Pentatlón        |
| 2017                                 | Belgrado (Serbia)       | Medalla de oro    | Pentatlón        |
| 2021                                 | Toruń (Polonia)         | Medalla de oro    | Pentatlón        |
| 2023                                 | Estambul (Turquía)      | Medalla de oro    | Pentatlón        |